# المنصور فخر الدين عثمان
السلطان الملك المنصور أبو السعادات فخر الدين عثمان ابن الملك الظاهر جقمق محمد العلائي (القاهرة، ح 1430 - دمياط، 1484)، سلطان الدولة المملوكية البرجية (الشركسية) الثالث عشر، تولي حكم مصر في 1 فبراير سنة 1453 وهو في سن التاسعة عشر وحكم لمدة ثلاثة وأربعين يوما وتوفى في عهد السلطان قايتباي. كان ابن السلطان الظاهر جقمق.

## سلطنته
السلطان الظاهر جقمق عندما مرض وأراض أن يعتزل الحكم فذهب الخليفة العباسي والقضاة الأربعة والأشرف سيف الدين إينال العلائي أتابك عسكر مصر والأمراء الكبار وخلع نفسه واستلم العرش إبنه فخر الدين عثمان. تولي عثمان الحكم بلقب «المنصور» في 1 فبراير سنة 1453 دون أن يعين له أبوه وصيا علي العرش اعتقادا منه أنه سيحمي ابنه من الخلع والقتل.
بعدما انفض الموكب السلطاني وذهب إلي بيته في الحوش السلطانى ولم يدخل القصر مراعاة لأبيه. واجتمع الأمراء اجتمعوا مع المنصور عثمان لمناقشة موضوع نفقات وهبات العسكر والجند الذين بايعوه علي الطاعة ولكنه أقسم لهم أن أباه لم يترك في الخزانة سوى ثلاثين ألف جينار وذلك كان شيئا غريبا بأن السلطان جقمق لم يترك سوي ثلاثين ألف دينار بالرغم من حكمه لمصر خمسة عشر عاما. وطال حديثه معهم حتي أقنه معظمهم بمساعدتهم له فوافق معظمهم.
توفي السلطان جقمق في ليلة 13 فبراير 1453 بعد اثني عشر يوما خلت من خلعه نفسه وحزن عليه الناس بسبب ورعه وتقواه وجوده وحلمه.

## خلعه
بدأ المنصور عثمان ينظم أموره ويضبط حال الدولة ولكنه قسي في معاملته مع الأمراء واعتقل علي عدد من الأمراء "المؤيدية" وقرب منه الأمراء «الأشرفية» فكرهه الأمراء المؤيدية واتحدوا ضده. وفي أوائل شهر مارس 1453 ثارت الجند والعسكر بسبب انه أعطاهم نفقاتهم وهباتهم من دنانير ودراهم مغشوشة (المناصرة) واتفق الأمراء المماليك مع العسكر والجند وحاصروه في قلعة الجبل وانضم أتباعه من أمراء «الأشرفية» مع أمراء "المؤيدية" وذهبوا إلي بيت الأتابك إينال الأجرود وأجبروه لكي يمتطي فرسه وذهبوا به إلي قصر الخليفة العباسي في القاهرة فخلع المنصور عثمان وولي بدلا منه "إينال" وقامت معركة بين أتباع المنصور عثمان والأمراء المتمردين واستمرت لمدة سبعة أيام وانتهت بهزيمة المنصور عثمان فحاول أن يستعين بعربان الشرقية والبحيرة لكن "الأمير قاني بك" رفض التعاون معه ورد عليه قائلا {{اقتباس خاص|أنت عايز تجيب العربان يحكمونا..."وحاصروه في قلعة الجبل وقطعوا عنه المياة وقاوم حتي سيطر "إينال" علي باب السلسلة ونودي باسمه في جميع نواحي القاهرة وخطب له في المساجد والجوامع وقال المنادي في الأسواق أن الخليفة العباسي في القاهرة خلع المنصور عثمان ونصب إينال بدلا منه بالرغم من أنه لم ينصب في الأزهر ولم يجلس علي كرسي العرش.
وأرسل إينال الجند «الأشرفية» ودخلوا علي المنصور عثمان واعتقلوه هو وعدد من الأمراء «الظاهرية» وارتقي إينال للقلعة في يوم الإثنين 19 من مارس 1453 وأخرجوا المنصور عثمان من القلعة وهو مكبل بالأغلال وركبوه في حراقة أبحرت به للإسكندرية وسجن فيها وانتي حكمه بعد 43 يوم من توليته العرش.

## حياته بعد الخلع
ظل المنصور عثمان مسجون في الإسكندرية إلي عهد السلطان خشقدم الذي أطلق سراحه وأرسل له فرس وسمح له أن يعيش في الإسكندرية وظل فيها إلي أن اتعلي العرش السلطان قايتباي، وكان قايتباى من مماليك ابيه، فأمر ان يذهب له في القاهرة واستقبله احسن استقبال ى القلعة واكرمه وسمح له انه يعيش في القاهرة فعاش فيها فترة، وفي سنة 1469 ذهب للحج وبعدما رجع إلي مصر قعد في القاهرة ثم ذهب لكي يعيش في دمياط وكان له حرية الانتقال وكان دائم الزيارة للسلطان قايتباى في القاهرة، وانشغل في دراسة الفقه إلي أن أصبح مفتي طبقة العلماء وله ولدين وبنت. توفى المنصور عثمان في دمياط سنة 1484 وهو في الخمسينات من عمره وأمر قايتباى بنقل جثمانه للقاهرة ودفن بجوار ابيه الظاهر جقمق.

## عملات فخر الدين عثمان
السبب الرئيسى لخلع فخر الدين عثمان كانت الدنانير المغشوشة ناقصة القيمة التي كان اسمها «المناصرة» التي وزعها على عسكر الجيش. والسبب أنه في سنة 1453 بدأ ناظر الخاص «يوسف» يسك تلك الدنانير لكي تدفع بيها مرتبات العسكر وأنقص منها قيراطين ذهب عن الدينار «الأشرفى» وضرب منها عدد كبير فغضب العسكر وتمردوا على الملك فخر الدين عثمان وحاصروا القلعة وخلعوه.
اسمه مسكوك علي عملاته : «السلطان الملك المنصور أبو السعادات».